# Piastra neurale

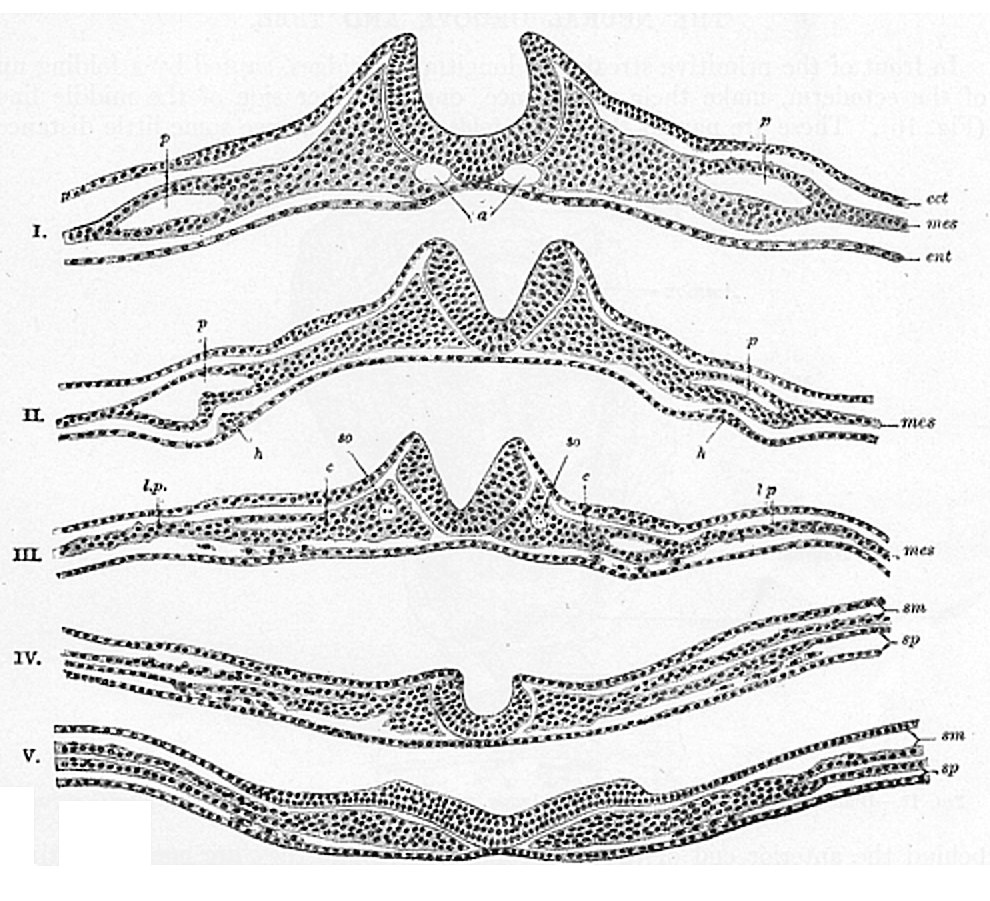
Sezioni trasversali che mostrano la progressione della piastra neurale al solco neurale dal basso verso l'alto

La piastra neurale (o placca neurale), nell'embriologia dei metazoi triblastici, come i cordati, è la struttura embrionale di origine ectodermica da cui avrà origine il sistema nervoso centrale. La sua formazione rappresenta il primo passo del processo che prende il nome di neurulazione. La piastra si forma da un ispessimento piatto opposto alla linea primitiva dell'ectoderma.
Si presenta come un rigonfiamento cromaticamente distinguibile dalla parte ectodermica rimanente nota come epiblasto.
Durante la fase di formazione della piastra neurale, l'embrione consiste di tre strati cellulari: l'ectoderma che può dare origine alla pelle e ai tessuti neurali, il mesoderma che forma i muscoli e le ossa e l'endoderma che forma le cellule interne dei tratti digestivo e respiratorio.
Il BMP-4 è un fattore di crescita che determina la differenziazione delle cellule dell'ectoderma in cellule della pelle. Senza questo fattore le cellule ectodermiche si sviluppano automaticamente in cellule nervose. I segnali inibitori secreti dalle cellule del mesoderma assile (poste al di sotto di quelle ectodermiche), bloccando l'azione del BMP-4, causano lo sviluppo ectodermico in cellule nervose.
Nel momento in cui avviene la formazione della piastra neurale, essa viene circondata dalle creste neurali che, eventualmente, danno origine al tubo neurale. Si completa così il processo detto di neurulazione primaria.